# 戴安娜·維斯瓦薩
戴安娜·蒙塞拉特·維斯瓦薩·托雷斯（西班牙語：Diana Monserrat Vicezar Torres，2001年—）是一名巴拉圭社區活動家和企業家。她在青少年時期就成立了動物福利組織，之後又創辦了線上平台和播客。2020年，她因其工作被列入戴安娜獎榮譽名錄。

## 職業生涯
2017年，16歲的維斯瓦薩在巴拉圭成立了Mymba Rayhu，這是一個以社區為基礎的組織，專注於永續發展和動物福利。巴拉圭有一個很大的問題，就是野狗或被棄養的狗，以及塑料污染。維斯瓦薩成立了Mymba Rayhu，使用完全可回收的材料（尤其是塑料）為這些自由放養的狗建造收容所。2018年，她獲得亞松森青年卓越獎。到2019年，該組織已擁有三個國際分會；同年，維斯瓦薩因該項目獲得全球青少年領袖獎。2020年，她因義工工作而被列入戴安娜獎榮譽名錄。
在匹茲學院就讀時，維斯瓦薩建立了線上職業平台Mapis。該平台旨在支援國際學生，幫助他們獲得在美國的就業機會。其測試版於2022年推出。同年，她成為第一位在Meta擔任產品設計實習生的巴拉圭人。2023年，維斯瓦薩在愛爾蘭科克大學就讀時，推出了播客「La Sociedad」，這是第一個錄製並分享愛爾蘭西班牙裔和拉丁美洲學生經驗的播客。
2021年，她代表巴拉圭參加#Youth4Climate會議。2023年，她榮獲亞松森國際青年商會頒發的巴拉圭傑出青年獎。

## 個人生活
維斯瓦薩來自亞松森。她將自己在國外的成功歸功於早期在美國學習英語的機會。

## 外部連結
- 官方网站
- Embracing interdisciplinary interests | Diana Vicezar | TEDxClaremont McKenna College （页面存档备份，存于）